# Amit Keinan
Amit Keinan, né le 12 août 2003, est un coureur cycliste israélien

## Biographie
En 2021, Amit Keinan se classe deuxième du championnat d'Israël sur route juniors (moins de 19 ans). Il est également sélectionné en équipe nationale pour participer aux championnats du monde. 
Lors de la saison 2023, il se distingue en devenant double champion national d'Israël, dans l'américaine et la course aux points. L'année suivante, il représente son pays aux championnats d'Europe sur piste d'Apeldoorn,.

## Palmarès sur route

### Par année
- 2021
  - 2e du championnat d'Israël sur route juniors

### Classements mondiaux
| Année           | 2023   |
| --------------- | ------ |
| UCI Europe Tour | 1 344e |

## Palmarès sur piste

### Championnats nationaux
- 2023
  -  Champion d'Israël de l'américaine (avec Alon Yogev)
  -  Champion d'Israël de course aux points
  - 2e du championnat d'Israël de poursuite
  - 2e du championnat d'Israël de course à l'élimination
  - 3e du championnat d'Israël de l'omnium
- 2024[4]
  - 2e du championnat d'Israël de course à l'élimination
  - 2e du championnat d'Israël de course aux points
  - 2e du championnat d'Israël de l'omnium
  - 3e du championnat d'Israël de poursuite
  - 3e du championnat d'Israël du scratch
  - 3e du championnat d'Israël de l'américaine
- 2025[5]
  - 2e du championnat d'Israël de course à l'élimination
  - 2e du championnat d'Israël du scratch
  - 3e du championnat d'Israël de poursuite
  - 3e du championnat d'Israël de l'omnium